# 皮德利夏 (利維夫區)
50°7′46″N 23°42′55″E / 50.12944°N 23.71528°E
皮德利夏（羅馬化：Pidlissia）是烏克蘭西部的村莊，隸屬利維夫州的利維夫區。該村始建於1993年，面積11.78平方公里，2001年人口452，人口密度每平方公里38.37人。